# یواس‌اس کانوانگو (وای‌تی‌ام-۳۸۸)
یواس‌اس کانوانگو (وای‌تی‌ام-۳۸۸) (به انگلیسی: USS Connewango (YTM-388)) یک کشتی بود که طول آن ۱۰۰ فوت ۰ اینچ (۳۰٫۴۸ متر) بود. این کشتی در سال ۱۹۴۴ ساخته شد.